# Ольтрамаре, Жорж
Жорж Ольтрамаре (фр. Georges Oltramare; 2 июля 1896, Женева —16 августа 1960, Женева) — швейцарский ультраправый политик, журналист, прозаик, редактор. Профессор университета.

## Биография
Изучал право в Женеве. Работал в налоговой службе, позже — журналистом в пресс-службе Лиги Наций. Сотрудничал с женевской газетой La Suisse.
С 1923 года до запрета в 1940 году редактировал антисемитский сатирический журнал Le Pilori . В 1927 году за свой роман «Дон Жуан и одиночество» получил премию Шиллера в размере 3000 франков.
Политический деятель крайне правого толка. В 1930 году создал в Швейцарии Орден национальной политики — партию фашистской ориентации, нашедшую сторонников среди буржуазии и убеждённых анти-марксистов. В 1932 году партия Ольтрамаре объединилась с Женевским союзом экономической защиты. Новая политическая сила получила название Национальный союз, она защищала фашистские тезисы, выступала за сильную власть, экономические корпорации, призывала расправиться с марксистами и евреями. Близкий по своей структуре к военизированному образованию («серорубашечники»), Национальный союз имел своих членов в правительстве Женевы — Госсовете. Представлял организацию в Женевском совете с 1933 по 1936 год и руководил союзом с 1935 по 1939 год.

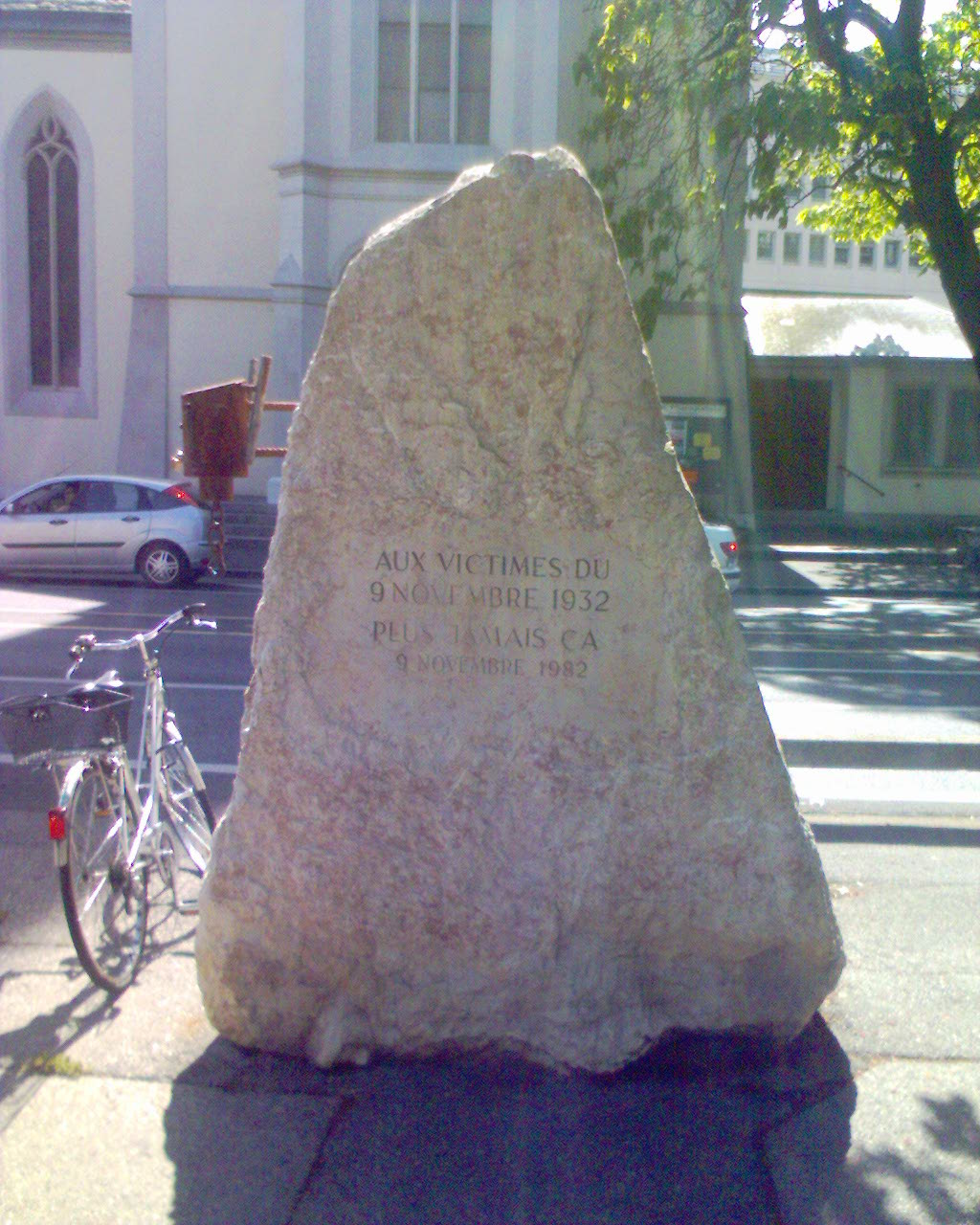
Памятник на месте расстрела манифестации в Женеве 1932 г.

Противостояние профашистских и прокоммунистических сил в Швейцарии вылилось в манифестацию рабочих, расстрелянную в Женеве 9 ноября 1932 года. Жертвами стали 13 человек, 65 были ранены.
С 1936 по 1938 год Ольтрамаре посетил Бенито Муссолини более десяти раз. В 1940 году он поселился в оккупированном вермахтом Париже, где принял на себя руководство печатного издания немецких оккупационных сил, затем работал на радио и других в газетах.
В 1944 году бежал с коллаборационным правительством Виши. 21 апреля 1945 года был арестован союзниками и экстрадирован в Швейцарию.
Швейцарский федеральный суд в 1947 году приговорил Ж. Ольтрамаре за преступления против независимости страны к трём годам тюремного заключения. Вышел на свободу в 1949 г. В 1950 году суд в Париже заочно приговорил его к смертной казни за сотрудничество с фашистами.
С 1952 года поддерживал связи с франкистами Испании. В 1953 году работал радиоведущим в Каире. После возвращения в Женеву до 1958 года публикация его статей и произведений были под запретом.

## Награды
- Кавалер Большого креста ордена Короны Италии.